# Myrceugenia glaucescens
Myrceugenia glaucescens là một loài thực vật có hoa trong Họ Đào kim nương. Loài này được (Cambess.) D.Legrand & Kausel mô tả khoa học đầu tiên năm 1943.